# Museo della 'ndrangheta
Antigone-Osservatorio sulla ndrangheta è un'associazione culturale che vuole costruire un pensiero alternativo alla cultura e alla mentalità mafiosa. Si trova in località Croce Valanidi, a Reggio Calabria. Fu fondato a dicembre del 2009.

## Storia
L'Associazione Culturale "Antigone-Osservatorio sulla ndrangheta" nasce nel 2007  con lo scopo di realizzare un'attività di ricerca, analisi, documentazione sul fenomeno della ndrangheta in Calabria, in Italia e all’estero nonché sulla possibilità di elaborare nuove strategie di inculturazione potenzialmente efficaci. L'Associazione ha sede presso uno stabile confiscato alla ndrangheta in località Croce Valanidi a Reggio Calabria.

## Attività
L'Associazione collabora con le principali agenzie educative e con l’Ufficio Servizio Sociale per i Minorenni del territorio realizzando percorsi di teatro, scrittura creativa, musica. Lo stabile ospita mostre tematiche sulle mafie in collaborazione con l’Accademia di Belle Arti di Reggio Calabria. L’Osservatorio ha diretto le attività del progetto Un Ponte per la memoria, sostenuto dalla Fondazione con il SUD in collaborazione con Casa Memoria Felicia e Peppino Impastato. Sempre con Casa Memoria, implementa il progetto Onda d’Urto per creare una rete di radio web impegnate sul tema della legalità: Radio Nessun dorma a Reggio Calabria e Rete 100 Passi a Cinisi.
L’Associazione gestisce, inoltre, come capofila due progetti finanziati dal Dipartimento della Gioventù della Presidenza del Consiglio dei Ministri: “NEMESIS. Topografia delle mafie” e “Impronte e ombre. Vite, storie e immagini di vittime della ndrangheta”. Il primo volto alla creazione di una cooperativa di 20 giovani che realizzeranno progetti di riutilizzo, percorsi didattici e percorsi di turismo responsabile sui beni confiscati. Il secondo volto alla diffusione di prodotti culturali in memoria delle vittime. Numerosi sono stati anche i seminari e convegni volti a migliorare la conoscenza del fenomeno mafioso. Il capillare lavoro di sensibilizzazione svolto sul territorio in questi anni ha ottenuto il riconoscimento del Presidente della Repubblica con l’assegnazione della medaglia d’oro.